# Altbayern

Altbayerns utsträckning markerat i rött på kartan.

Altbayern (även Altbaiern med äldre stavning) är beteckningen för de äldsta landsdelarna av Bayern som tidigare också kallade Kurbayern, då de utgjorde Kurfurstendömet Bayern.
Altbayern sammanfaller i huvudsak med gränserna för tre Regierungsbezirk i östra Bayern: Oberbayern, Niederbayern och Oberpfalz. De delar av dagens Bayern som inte ingår i Altbayern är Franken och Schwaben, som skiljer sig kulturellt och dialektalt. Smärre delar av dagens Regierungsbezirk Schwaben, Oberfranken och Mittelfranken kan dock även de räknas in i Altbayern på dessa grunder. Innviertel i dagens Oberösterreich hörde också till Kurfurstendömet Bayern till Freden i Teschen år 1779, och kan därför också ses som en del av Altbayern.